# Ferdinand Küchler
Ferdinand Küchler (Gießen, 14 juli 1867 - Leipzig, 24 oktober 1937) was een Duits violist en componist van instructieve vioolmuziek en een vermaard vioolpedagoog.
Ferdinand Küchler was violist en altviolist en werd geboren op 14 juli 1867 in Gießen in Duitsland. Hij studeerde van 1883 tot 1888 aan het Dr. Hoch's Konservatorium in Frankfurt am Main. Hij studeerde daar bij Stockhausen, Hessen, viool bij Johann Naret-Koning en Hugo Heermann en ook muziektheorie bij A. Egidi en I. Knorr. Van 1898 tot 1910 gaf hij zelf les aan het Hoch's Konservatorium in Frankfurt. In 1912 nam hij de leiding over van het Volkskoor in Bazel. Daarna was hij van 1927 tot 1936 leraar viool aan het Landeskonservatorium in Bazel en soloaltist bij de symphonieconcerten aldaar.
Hij was onder andere werkzaam in en Leipzig als vioolpedagoog.  Küchler schreef het vermaarde Praktische Violinschule (1911). De stokvoering krijgt bijzonder aandacht in de werken van Küchler. Hierover verscheen van zijn hand nog een Lehrbuch der Bogenführung (1929) naast een Lehrbuch der Technik des linken Armes (1932).  Deze werken werden ook in het Frans en het Engels vertaald.
Küchler had een zeer groot aandeel in de ontwikkeling van een nieuwe vioolmethodiek, die gebaseerd was op nieuwe kennis over de fysiologie van de stokvoering. Ferdinand Küchler overleed op 24 oktober 1937 in Leipzig.
- Bibsys: 3001996
- Biblioteca Nacional de España: XX5056956
- Bibliothèque nationale de France: cb169317935 (data)
- Gemeinsame Normdatei: 116581182
- International Standard Name Identifier: 0000 0001 0892 234X
- Library of Congress Control Number: no89015901
- Nationale Bibliotheek van Letland: 000204083
- MusicBrainz: 335479ea-eb93-401a-a86a-f5132870398f
- Nationale Bibliotheek van Tsjechië: mzk2009512117
- Nationale Bibliotheek van Israël: 987007264008705171
- Nationale Bibliotheek van Polen: a0000001092057
- Nederlandse Thesaurus van Auteursnamen: 096724595
- Istituto Centrale per il Catalogo Unico: ATMV002539
- Système universitaire de documentation: 255296517
- Virtual International Authority File: 42592693
- WorldCat: E39PBJkXyDMQdQFD3Bypbkwpyd